# Gremio dei Viandanti
Il Gremio dei Viandanti (in sassarese lu Gremiu di li Viaggianti o di li Carrattuneri) è una delle corporazioni di arti e mestieri che operavano a Sassari e che partecipano alla Faradda di li Candareri (Discesa dei Candelieri).

## Storia

### Origini: laConfrarìa de Itria
La nascita di una vera e propria corporazione dei trasportatori a Sassari si perde nei fumi della storia medievale. Già nei duecenteschi Statuti Sassaresi il mestiere dei Carratores (Carrettieri) veniva disciplinato da uno specifico capitolo, segno che le attività di trasporto e commercio di beni di consumo nel territorio del nord-ovest sardo, dai porti di Torres e Alghero alla città di Sassari, fossero gestite da maestranze locali.
Tuttavia i trasportatori della città di Sassari non vollero, almeno inizialmente, costituirsi in corporazione.
Si ha traccia, invece, di una confraternita devozionale, la Confrarìa di Nuestra Señora de Itria, attiva nella chiesa di Sant'Agostino almeno dal 1480, la cui Patrona era però venerata nel tempio agostiniano quantomeno dal decennio prima (viene citata già all’arrivo dei Padri Agostiniani nel 1477), e che, apparentemente, riuniva al suo interno tutte le categorie di trasportatori (e dunque sia i Carrattuneri, sia i Carradori) pur non costituendo una vera e propria corporazione di lavoratori.
Con ogni probabilità, le ragioni della scelta di non costituirsi in corporazione, ma bensì in confraternita (nella forma di Confraternidad e non di Hermanedad), risiedono nella particolarità del mestiere svolto dai consociati, che male si prestava alla rigidità degli statuti tipici dei Gremi. Era infatti usanza per le corporazioni dotarsi di regolamenti atti a disciplinare per intero la vita dei corporati, con norme che regolavano l'attività di lavoro, gli esami per l'ammissione, i prezzi dei prodotti e le attività di mutuo soccorso. Disposizioni di tale natura difficilmente erano conciliabili con un'attività itinerante come quella svolta dai trasportatori, che scelsero la più adatta forma della confraternita devozionale.
Dopo un breve periodo di attività nella vicina chiesa del Santo Spirito (oggi scomparsa e situata presso Porta Utzeri, lungo la direttrice che portava al vicino villaggio di Silki e ai centri del Coros) dovuta ai contrasti con i frati, la confraternita tornerà nel tempio agostiniano, trovando però radicata un sodalizio devoto a Santa Monica. 
Per dirimere le controversie sorte dalla convivenza fra le due confraternite, le stesse si fonderanno in un’unica entità nel 1632, costituendo la Confrarìa de Nuestra Señora di Buen Camino. Tale titolo, che si rifà totalmente alla devozione mariana precedente, in quanto il titolo greco Hodeghitria (in italiano Itria), che significa appunto "Colei che protegge” o “che guida nel Cammino", è da molti ritenuto segno di continuità fra le due corporazioni, attive nel medesimo tempio e devote, di fatto, alla stessa Patrona.
La confraternita mantenne i tratti distintivi di entrambi i sodalizi, ed in particolare i confratelli vestirono contemporaneamente la cappa nera dei devoti della Vergine d'Itria e la cinta di Santa Monica.

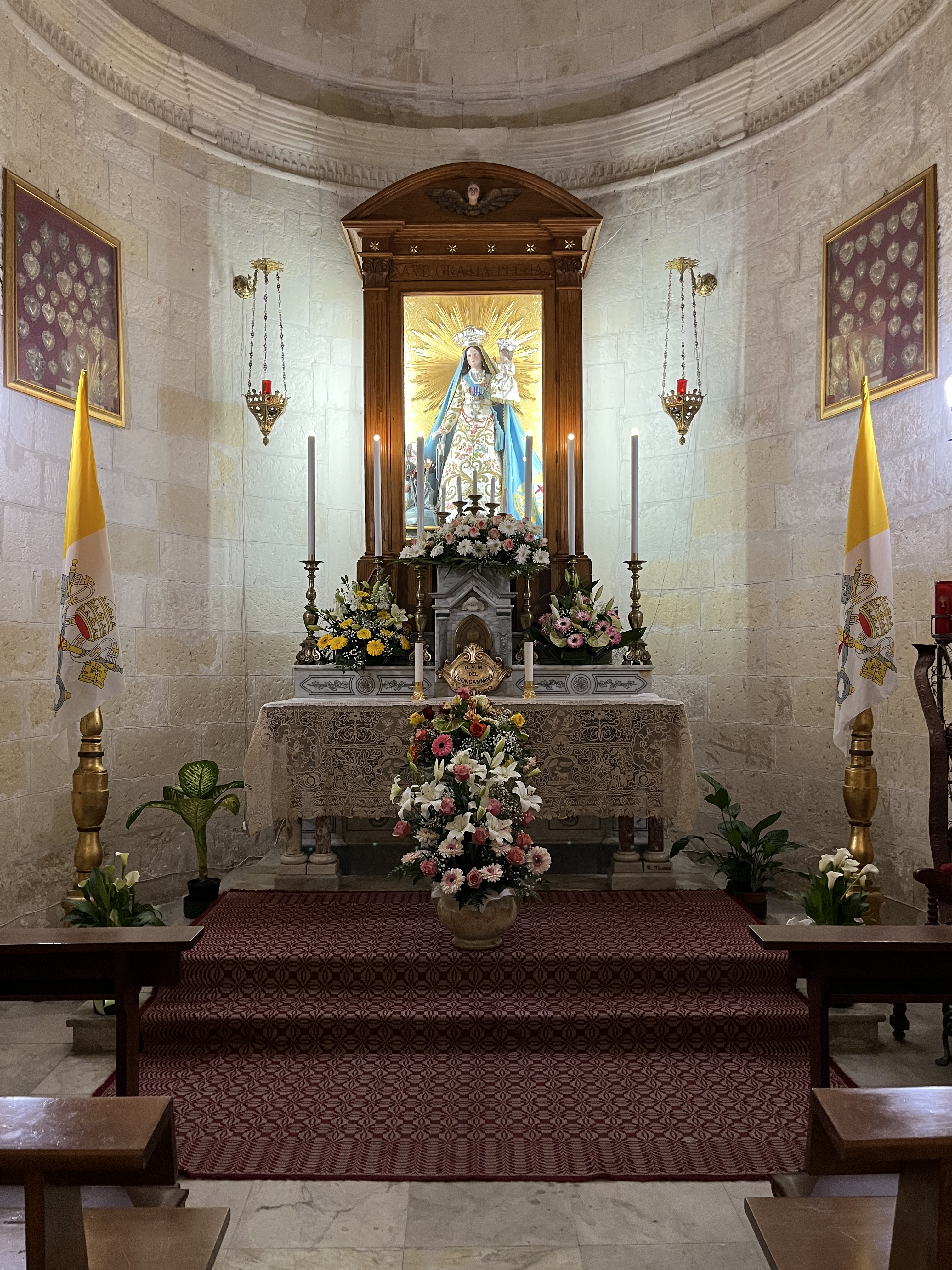
Cappella in possesso del Gremio dal 1633

### LaConfraternidad de los Viandantese il Gremio del '700
Con atto del 30 giugno 1633, compilato dal notaio Gavino Tolo, e con lo statuto dell'agosto dello stesso anno, si costituisce la Confraternidad de los Viandantes (Confrarìa dels Viandants nei testi in catalano) nucleo originale della corporazione che assumerà il nome di Gremio dei Viandanti solo nel novembre 1775. Per la prima volta i Viandanti appaiono scissi ed autonomi dall'altra categoria di trasportatori, i Carradori (che stanzieranno nella chiesa del Carmelo e sceglieranno come patrona la Madonna di Bonaria, utilizzando un vessillo bianco), con i quali condivideranno la foggia della divisa, con la cappa di Nostra Signora d'Itria e la cintura di Santa Monica, ma che rimarranno gli unici obbligati allo scioglimento del voto dei Candelieri, come testimoniato nell'atto del 1531. 
La necessità di scindere i due mestieri probabilmente discende dal fatto che i Viandanti trasportassero merci proprie nei centri minori dell'isola, dove, per fueros iberici, era vietato aprire rivendite fisse (tiendas), mentre i Carradori si occupavano dei trasporti locali per conto terzi in particolare fra Sassari e il porto di Torres.
Con il regolamento del 1633, la confraternita fece una convenzione con i frati agostiniani, nella cui chiesa il Gremio festeggiava e festeggia tuttora la B.V. del Buon Cammino la seconda domenica di agosto, entrando in possesso della cappella ancora oggi in proprietà della stessa corporazione e acquisendo il diritto di sepoltura nella sottostante cripta, il quale verrà esercitato fino alla soppressione di seguito all'acquisizione delle leggi napoleoniche in Sardegna.
A confermare la data di fondazione del Gremio vi sono i documenti storici che risalgono appunto al 1633, ed in particolare al 30 giugno e al 7 agosto di quell'anno. La corporazione si doterà di nuovo statuto nel novembre del 1775, assumendo il nome di Gremio e conformandosi alle norme che regolavano le altre corporazioni turritane.
Il numero degli Obrieri sarà ridotto a tre, come nelle altre corporazioni Sassaresi, ma non verranno inserite prove per l’ammissione nel Gremio. 

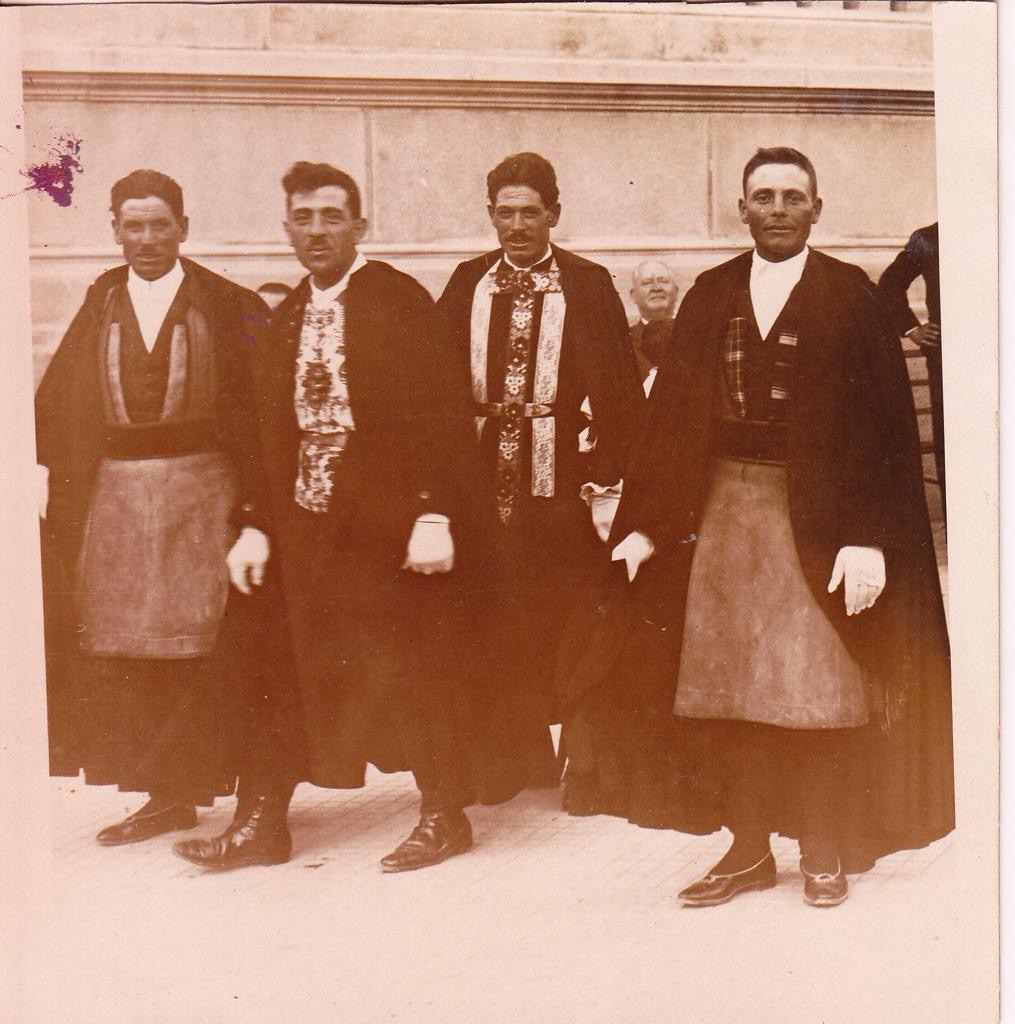
Alcuni Gremianti con la divisa tradizionale in una foto d'epoca

Tra la fine del XVIII e i primi anni del XIX secolo la nobile famiglia Martinez-Ricci, Marchesi di Monte Muros, farà realizzare un nuovo simulacro della Madonna del Buoncammino a Napoli, donato in seguito al Gremio. Il Simulacro, tuttora utilizzato in processione ed esposto alla pubblica venerazione nella Cappella del Gremio, è stato custodito nell'abitazione provata dei Marchesi fino agli anni '60 del Novecento.
L'intera collezione di dei documenti a fondamento della ricostruzione storica delle vicende legate alla corporazione è tuttora gelosamente custodita dal Gremio, il cui archivio storico, quasi interamente completo e comprensivo di circa 400 anni di storia, è stato dichiarato di notevole interesse storico dal MiBAC. L'archivio, congiuntamente alla ricchissima collezione di gioielli ex voto, agli abiti ricamati della Patrona e alle divise storiche dei componenti, è al centro di un progetto museale che in futuro renderà possibile l'accesso a tale ricco patrimonio artistico e culturale al pubblico.

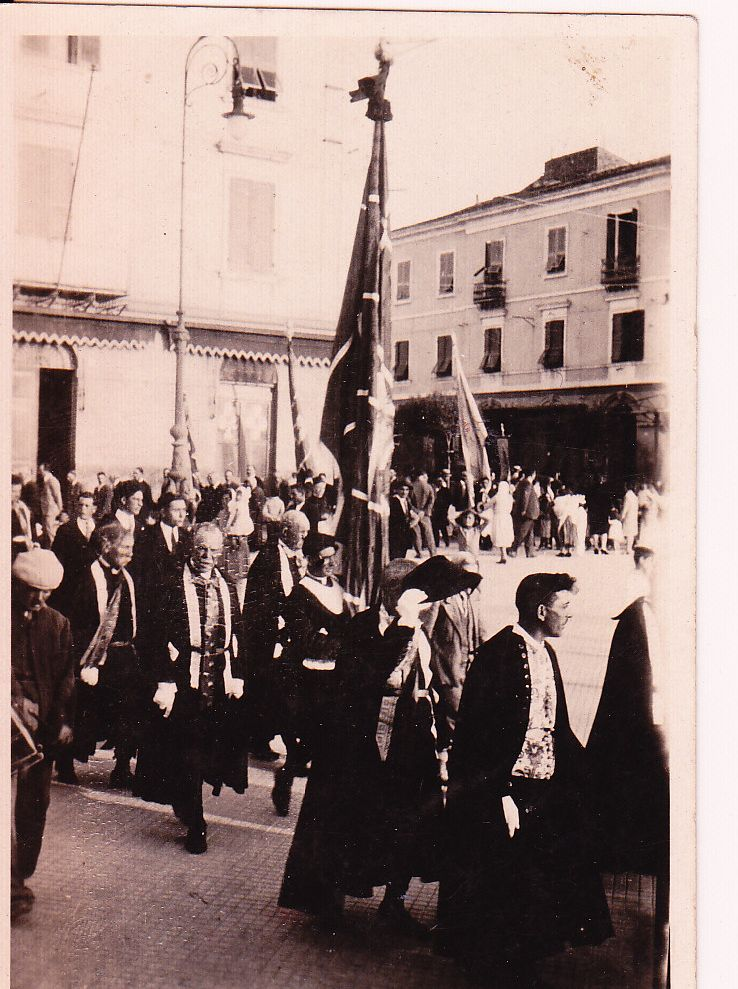
Il Gremio in parata con la Bandiera in una processione dei primi del '900

### L'ammissione nellaFaraddae la storia recente del Gremio
A partire dalla metà del XIX secolo, con l'abbandono della Chiesa da parte dei frati Agostiniani, il Gremio diverrà gestore dell'intero tempio, fino ai primi anni del '900, quando la consegnerà al Demanio e ai Padri della Missione (successivamente anche ai Domenicani), mantenendo tuttavia il pieno diritto di proprietà sulla Cappella.
Il Gremio dei Viandanti, essendo in principio parte integrante della medesima confraternita dei Carradori, non aveva, al momento della sua costituzione, un proprio Candeliere con il quale prender parte alla Faradda, ma fu in ogni modo ammesso allo scioglimento del voto partecipando alla processione del 14 agosto con la sola bandiera e continuò a farlo allo stesso modo sino al 1941, come confermato da numerosi documenti presenti nell’archivio e da testimonianze fotografiche degli anni ‘20.

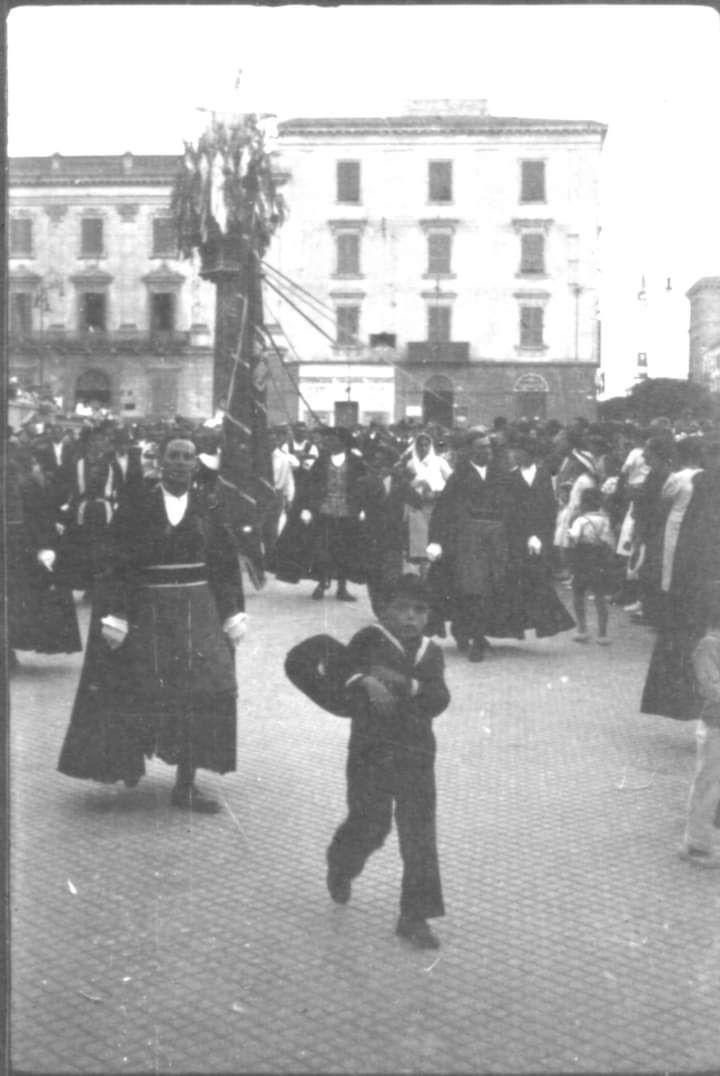
Anni 30: Il Gremio partecipa alla Faradda con la sola Bandiera, sullo sfondo il Candeliere, divenuto proprietà del Gremio nel 1941, allora ancora in possesso dei Carradori

Con un verbale del 14 agosto 1941 il Gremio rappresentato da due suoi membri, Edoardo Toschi Pilo e Pietro Pintus, fu obbligato dal Comitato Provinciale per le Arti Popolari, rappresentato dal Presidente cav. Giovanni Lavagna, a prendere possesso del settecentesco Candeliere dei Carradori, poco tempo prima scomparsi per debiti insoluti, con l'obbligo di prender parte con questo ogni anno al corteo del 14 agosto.
Il Gremio possiede un secondo Candeliere realizzato nel 1978 da Alfonso Russo, che viene portato ad anni alterni con quello storico, il quale è stato dipinto dalla nota pittrice Liliana Cano.
Pur non essendo membro fondatore, è ad oggi parte dell'Intergremio città di Sassari, di cui ha più volte avuto la Presidenza, collaborando al processo di integrazione fra le corporazioni sassaresi, avviato negli anni '70.

## Devozione a Nostra Signora del BuonCammino
"Virgine tota pro nois, fruttu de fiore divinu,
Incamminadenos Bois, Mama de Bonu Caminu.

Vera gianna de sos Chelos esaudide sos votos
de custos Bostros divotos chi Bos venerant sintzeros
e deh chi sos infidelos currana a su 'ostru sinu".

- Antichi Gosos in onore alla Madonna del Buon Cammino.

### Le origini del culto e la solennità nella storia
Nonostante la data di fondazione del Gremio risulti il 30 giugno 1633, all'arrivo dei frati agostiniani nella chiesa di Sant'Agostino nel 1477 si trovava  già radicata nel tempio una profonda devozione per la Vergine del BuonCammino, nominata anche Madonna d'Itria.
Già dal 1480 aveva propria sede nella Chiesa anche una confraternita che aveva posto N.S. del BuonCammino come patrona, da cui, dopo la fusione con la confraternita di Santa Monica e la separazione dal Gremio dei Carradori, nascerà l'attuale Gremio dei Viandanti.

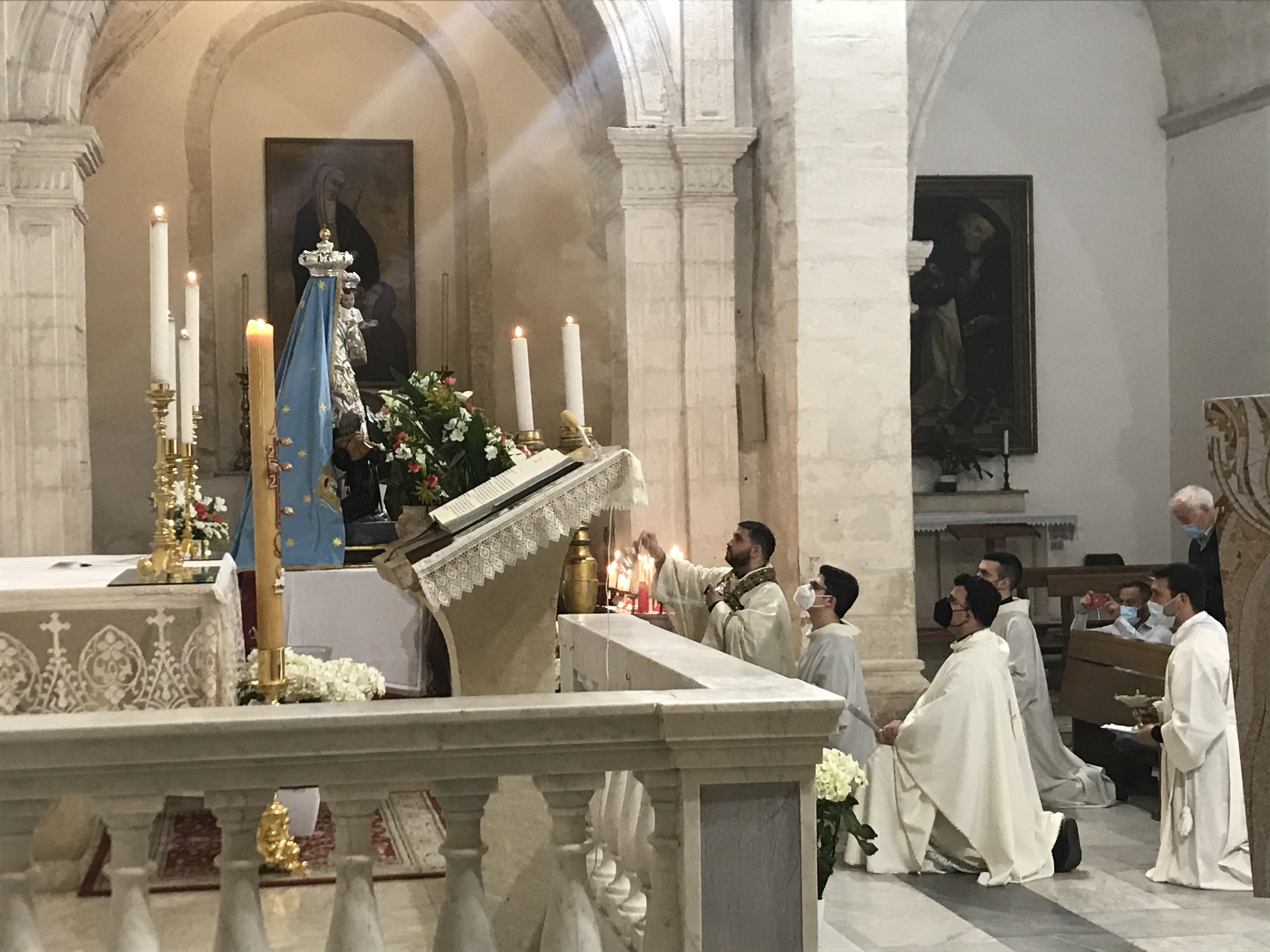
Celebrazione della seconda domenica del mese dedicata alla Madonna del Buon Cammino

### La B.V.M. del BuonCammino e la Santa Sede
Negli anni recenti la festa ha ancora più accresciuto la sua fama, fino alla concessione, con decreto del 14 luglio 2014 da parte della Santa Sede, dell'indulgenza plenaria per tutti i fedeli comunicati e sinceramente pentiti che partecipano alla solennità della Vergine di BuonCammino.
Dopo essere stata eletta come Protettrice Celeste della Brigata "Sassari", insignita di 4 medaglie e della fascia da ufficiale dell'Esercito Italiano, Nostra Signora del BuonCammino il 12 febbraio 2015 ha ricevuto in dono da Papa Francesco un rosario in perle da lui stesso benedetto, che va ad aggiungersi ai numerosissimi gioielli ed ex voto che adornano il suo abito, segno d'innumerevoli grazie da Lei concesse nei secoli e nell'agosto del 2021 anche la croce pettorale di Papa Benedetto XVI, in occasione del suo settantesimo di sacerdozio.
Il 4 giugno 2017, su espressa richiesta del Pontefice Massimo, in occasione della Solennità di Pentecoste, il Miracoloso Simulacro di Nostra Signora del BuonCammino è stato esposto sull'Altare Papale in Piazza San Pietro in Vaticano.
È la prima volta, dal suo arrivo nel '700 da Napoli, che la veneratissima Statua della Vergine lascia Sassari e la Sardegna alla volta del cuore della Cristianità, come sempre accompagnata dal Suo Gremio.
La sera dello stesso giorno, presso l'Altare della Cattedra nella Basilica Vaticana, sono stati intonati in Suo onore i Vespri Solenni alla presenza di numerosi Cardinali.

### La B.V.M. del BuonCammino e la Brigata "Sassari"
Ogni sabato mattina il Gremio officia, nella propria cappella, una messa solenne in suffragio delle anime dei soci defunti. All'interno della celebrazione, dall'anno 2011, è stata inserita una preghiera per porre sotto la protezione della Vergine i soldati della Brigata Sassari impegnati nelle missioni in patria e all'estero. In occasione della solennità il generale Luciano Portolano ha voluto presenziare offrendo un omaggio floreale durante la Santa Messa e facendo accompagnare la Santa da un picchetto d'onore. Nel 2013 il rapporto fra il Gremio e la Brigata si è ancor più stretto grazie alla consegna da parte del generale Manlio Scopigno della medaglia d'onore per la missione "strade sicure" (per l'impegno in Sicilia e Calabria) alla Vergine del BuonCammino il 2 marzo e la presenza (con officiazione di una messa per i caduti) della Brigata alla solennità della Santa. Nello stesso anno il Candeliere, vestito coi colori della Brigata, è stato addobbato all'interno della caserma Lamarmora. Su di esso è stata posta (nel retro della croce) una bandiera recante lo stemma della Brigata.
Il 25 settembre 2014, al rientro dalla missione ISAF in Afghanistan, lo stesso Scopigno ha consegnato la croce commemorativa NATO al miracoloso simulacro e la propria sciarpa azzurra da generale, in ricordo di un voto personale per la buona riuscita della missione. Il 1º marzo 2015, a chiusura del triduo di festeggiamenti per il centenario di fondazione, è stato officiata una messa solenne in ricordo dei caduti di tutte le guerre. In loro ricordo è stata donata al miracoloso simulacro una lanterna recante i simboli della Grande Guerra.
La devozione per la Madonna si è sempre più intensificata fino al completo affidarsi alla Madonna del Buon Cammino anche per la missione in Libano del 2016. L'affidamento alla patrona dei Viandanti è stato suggellato con una messa solenne nell'aprile 2016, durante la quale il generale Arturo Nitti ha voluto mettere sotto la protezione della Madonna tutti i soldati impegnati con i caschi blu dell'ONU nelle terre libanesi.

### Feste e ricorrenze legate al Gremio
Il Gremio dei Viandanti festeggia la sua patrona, la Madonna del Buoncammino, nella sua "Festa Grande" la domenica precedente la Discesa dei candelieri (in genere la seconda del mese di agosto) nella chiesa di Sant'Agostino.
In tale occasione, per tradizione l’Arcivescovo Metropolita di Sassari celebra al mattino il solenne Pontificale di BuonCammino, caratterizzato al termine dal rito dell’‘intregu, il passaggio di consegne fra l’Obriere Maggiore dell’anno precedente e quello che assume la carica.
Alla sera la processione, in cui il settecentesco simulacro della Vergine del BuonCammino sfila per le vie cittadine accompagnato da tutti i Gremi della città, le confraternite e numerosi gruppi di pellegrini in abiti tradizionali provenienti da tutta l’isola.

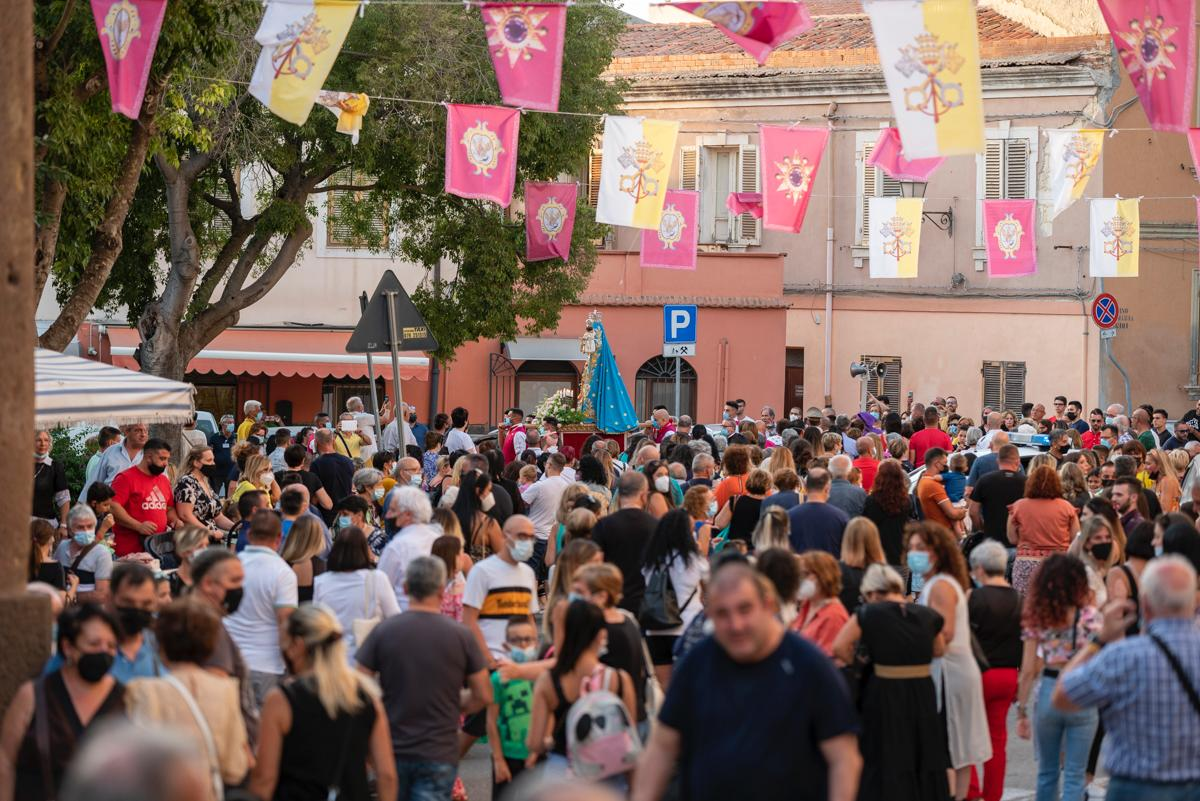
La sera della festa, con grande partecipazione di popolo, il Gremio organizza la solenne processione per le vie cittadine

Il Gremio festeggia inoltre la Solennità del Corpus Domini come seconda festa patronale. Tale celebrazione, definita “Festa del sorteggio degli Obrieri”, ricorda la fondazione del Gremio ed in occasione della stessa vengono pubblicamente sorteggiate (come da statuto del 1633) le cariche sociali per l'anno successivo e si ufficializza l'ingresso dei novizi. Viene inoltre rinnovato il giuramento dei consociati in favore della divulgazione della devozione alla Vergine del Buon Cammino.
Oltre a questi grandi eventi il Gremio celebra la propria Patrona in Sant'Agostino ogni seconda domenica del mese con una messa dedicata con annessa indulgenza plenaria e organizza in maggio il Mese Mariano dedicato alla propria Patrona.
Altre importanti celebrazioni sono: la Novena in preparazione alla festa patronale; la cerimonia di intronizzazione della Vergine il venerdì della festa maggiore col canto dell' Ave Maris Stella; il canto dei Primi Vespri Solenni in latino nel sabato della festa; il ricordo dell'esposizione del Simulacro in Vaticano il 4 giugno; le messe in suffragio dei defunti del Gremio in occasione della Solennità di Ognissanti e della Commemorazione dei Defunti.

## Segni distintivi

### Bandiera
La Bandiera del Gremio dei Viandanti, unica fra tutte le Bandiere dei Gremi sassaresi, presenta il caratteristico colore encarnado vivo, ossia un rosso cremisi con forti tonalità di blu, simile al paonazzo vescovile. Questo colore è legato al culto della Madonna d'Itria ed è, fra l'altro, presente nel fazzoletto del Corpo dei Bersaglieri (devoti alla Madonna del Cammino).
Come tutte le Bandiere mariane dei Gremi sassaresi è gallonata d'argento. Sul puntale svetta una preziosa statua in argento del Seicento raffigurante l'Immacolata Concezione.

### Cappella
La Cappella del Gremio è, come stabilito dall'atto del 1633, proprietà esclusiva della corporazione e si trova ubicata nella Chiesa di Sant'Agostino, in particolare essa è la terza a sinistra della navata.
Voltata a botte, fu un tempo interamente affrescata ma, di seguito ai restauri degli anni '50, oggi presenta dei muri a pietra viva. Sul fondo si trova l'altare dedicato a Nostra Signora del Buoncammino, opera in marmo policromo dei primi del '900, che ospitava originariamente il simulacro seicentesco della Vergine, oggi ospitato su una mensola scolpita nel presbiterio della Parrocchiale. Al suo posto, dal 2009, è custodita la nicchia in legno scolpito ospitante il simulacro processionale realizzato dai Marchesi di Monte Muros.
All'ingresso della Cappella si trovano i due Candelieri di proprietà del Gremio, il più antico a destra, mentre il Candeliere del '78 a sinistra.

### Divisa
il Gremio dei Viandanti è organizzato secondo un rigido sistema gerarchico, per il quale i Gremianti vengono distinti in diverse categorie: Novizi, Secondo di Bandiera (Obriere di Candeliere), Obriere Maggiore e Anziani Eletti. 
Tale distinzione viene rimarcata anche dalle divise indossate dagli appartenenti al sodalizio (uniche fra tutte quelle dei Gremi sassaresi ad essere rimaste totalmente inalterate dalla fondazione), le quali sono tutte di foggia seicentesca, ma che differiscono fra di loro in base al ruolo ricoperto all'interno della corporazione:
- Il Novizio indossa dei pantaloni neri stretti al ginocchio da una fibbia d'argento, calze nere, scarpe nere con fibbia d'argento, camicia con collo alla coreana, cappa nera, corpetto in damasco colorato, casacca "alla cavallerizza" nera, rossa o marrone e un cugliettu (antico grembiule in pelle, tipico abito nobiliare da caccia del Seicento) con fazzoletti colorati cinto da una cintura in pelle e velluto rosso;
- l'Obriere di Candeliere indossa dei pantaloni neri stretti al ginocchio da una fibbia d'argento, calze nere, scarpe nere con fibbia d'argento, camicia con collo alla coreana, cappa nera, casacca "alla cavallerizza" nera, rossa o marrone e una buttunera (gilet in broccato colorato arricchito con 18 bottoni d'argento tipici dell'artigianato sardo) stretta da un panciotto in argento, lu briccu;
- l'Obriere Maggiore indossa dei pantaloni neri stretti al ginocchio da una fibbia d'argento, calze nere, scarpe nere con fibbia d'argento, camicia con collo alla coreana, cappa nera (solo nelle occasioni in cui non deve portare la Bandiera) e una ripiglia (giacca di panno nero con maniche in broccato, anch'esse nere e bordate di alti pizzi bianchi inamidati) arricchita con una gorgiera bianca in cotone e stretta da un briccu (cintura con fibbia in argento). La divisa è arricchita da una spada in argento con bandoliera nera e da uno spadino, entrambi di foggia settecentesca;
- l'Anziano Eletto indossa come alta uniforme dei pantaloni neri stretti al ginocchio da una fibbia d'argento, calze nere, scarpe nere con fibbia d'argento, camicia con collo alla coreana, cappa nera, e una ripiglia ornata con due nastri di pizzo e  lu fioccu (un fiocco di tessuto di diversi colori, solitamente adornato da decorazioni floreali). Nelle occasioni comuni indossa invece la medesima divisa dell'Obriere di Candeliere.

## Candeliere
Il Candeliere del Gremio dei Viandanti è il sesto nell'ordine di sfilata l'ottavo nell'ingresso in chiesa. 

### Candeliere antico (exCarradori)
Il Candeliere antico dei Viandanti, in origine di proprietà del Gremio dei Carradori, è del XVIII secolo ed uno dei più antichi ad oggi conservati, insieme ai Candelieri degli Ortolani, dei Massai, dei Muratori e dei Contadini.

#### Base
La base del Candeliere antico è color marrone e non presenta fregi.

#### Fusto
Il fusto del Candeliere presenta numerosi fregi ed è stato interamente restaurato e ridipinto dopo la presa di possesso del 1941 dal pittore Pulli.
Partendo dal basso il fusto presenta un elaborato dipinto barocco caratterizzato dalla presenza di alcuni mazzi di fiori sormontati da tre putti danzanti che reggono un tendaggio verde. 
Sopra il tendaggio è presente un drappeggio damascato rosso con al centro due medaglioni. Il medaglione del prospetto principale presenta l'effige della Madonna del Buoncammino come rappresentata nel simulacro seicentesco. Mentre il medaglione retrostante rappresenta il Santissimo Sacramento, in ricordo del legame della corporazione con la festa del Corpus Domini. 
Nella parte superiore del fusto si ripresenta il tendaggio verde, ad aggiungere gusto barocco alle pitture.

#### Capitello
Il capitello, di forma esagonale, riprende lo stile barocco del Candeliere, presentando negli angoli delle eleganti polene scolpite.
I riquadri del capitello sono impreziositi da arabeschi in oro su sfondo rosso-arancionato, forse a ricordare una lanterna contenente il cero votivo.
Le numerose cornici sono, inoltre, rifinite da numerose miniature rappresentanti i Viandanti a lavoro nei diversi paesaggi presenti nell'isola.

### Candeliere del '78
Il Gremio possiede un secondo Candeliere, donato dalla famiglia Russo, copia non identica dell'originale, realizzato nel 1978 dall'artigiano Alfonso Russo e dipinto dalla nota pittrice Liliana Cano, che viene portato ad anni alterni con quello storico.

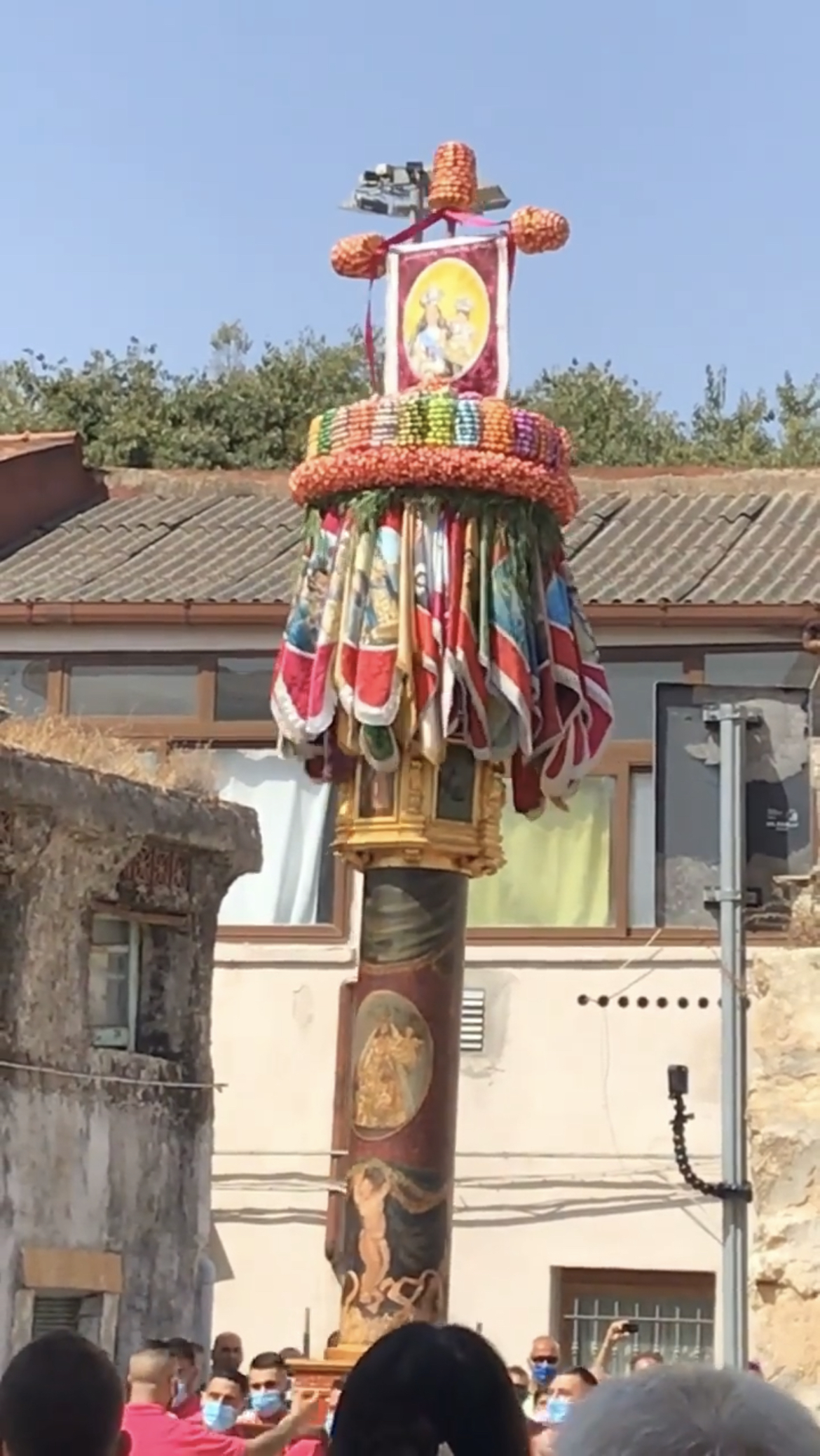
Il candeliere del '78 durante la vestizione della mattina del 14 agosto

#### Base
Nel Candeliere del '78 la base è di colore rosso con particolari in oro. Nella facciata principale è presente un'incisione color oro con scritto "Gremio dei Viandanti Alfonso Russo - 1978" in ricordo dello scultore e dell'anno di realizzazione.

#### Fusto
Il fusto del Candeliere del '78 è stato realizzato ad imitazione di quello più antico, riprendendo il gusto barocco già esaminato in precedenza. 
La differenza principale fra questo Candeliere e il precedente si ritrova principalmente nello stile più astratto delle pitture e nei toni più caldi scelti dall'artista.
La Vergine del Buoncammino, presente nel medaglione del prospetto principale, è rappresentata nelle forme del simulacro settecentesco tuttora portato in processione.

#### Capitello
Il capitello del Candeliere del '78 riprende, nelle forme, quello più antico differenziandosi tuttavia per la presenza della foglia d'oro su tutte le cornici e le polene.
I riquadri sono stati decorati dall'artista con alcuni dipinti rappresentanti la Madonna del Buoncammino (facciata principale), il Santissimo Sacramento (retro), alcuni motivi floreali e alcuni Viandanti a lavoro.

### Corona
La corona è adornata con le bandiere di tutti gli Obrieri di Candeliere che si sono succeduti negli anni, con una forte predominanza di rosso ed encarnado vivo, in ricordo della Bandiera del Gremio. Sopra le bandiere vengono posizionate le tradizionali bandierine di carta (bandereddi  o  bora-bora). Come in tutti i Candelieri, ad eccezione di quello dei Sarti, al centro della corona spicca la croce in legno su cui è issata la bandiera dell'Obriere di Candeliere in carica e sul retro, usanza ormai consolidata a partire dal 2013, un vessillo rappresentante lo stemma della Brigata "Sassari", che coi Viandanti condivide la Patrona.
La croce viene spezzata sull'architrave del portone della Chiesa di Santa Maria all'ingresso del Candeliere, particolarità che rende unico l'ingresso in chiesa dei Viandanti il 14 agosto.

### Particolarità dei Candelieri
I  Candelieri del sodalizio dei Viandanti sono i ceri più alti partecipanti alla Faradda. Il Candeliere settecentesco è alto 6,15m completo di allestimento e 3,55m senza, mentre il più recente 6,25m con gli addobbi e 3,65m senza.
Il peso dei due Candelieri è molto differente, se il cero del Settecento raggiunge i 178kg senza stanghe e 209kg con, quello del 1978 pesa 241kg con stanghe e 214kg senza stanghe.

## Galleria d'immagini

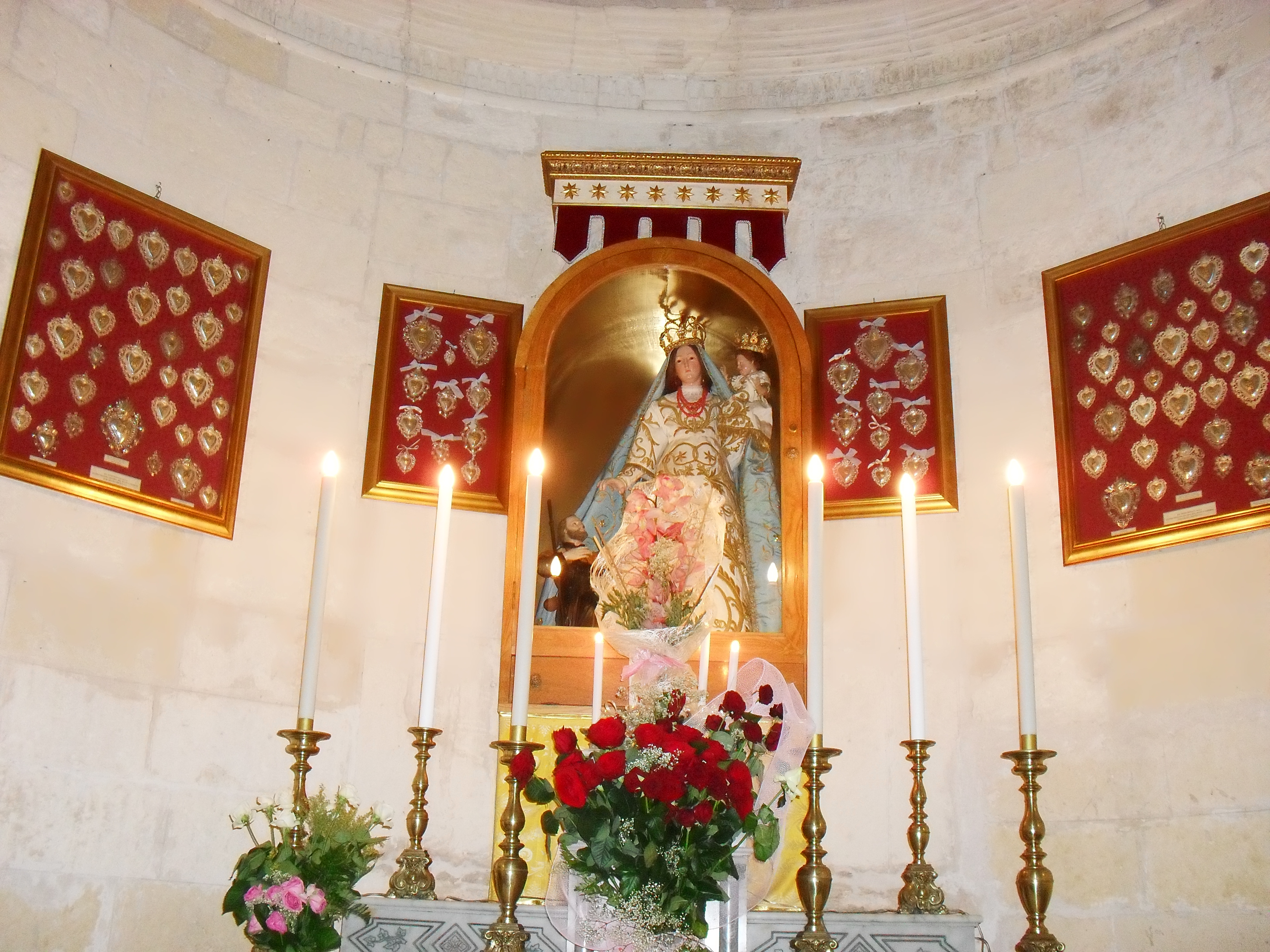
Patrona del gremio
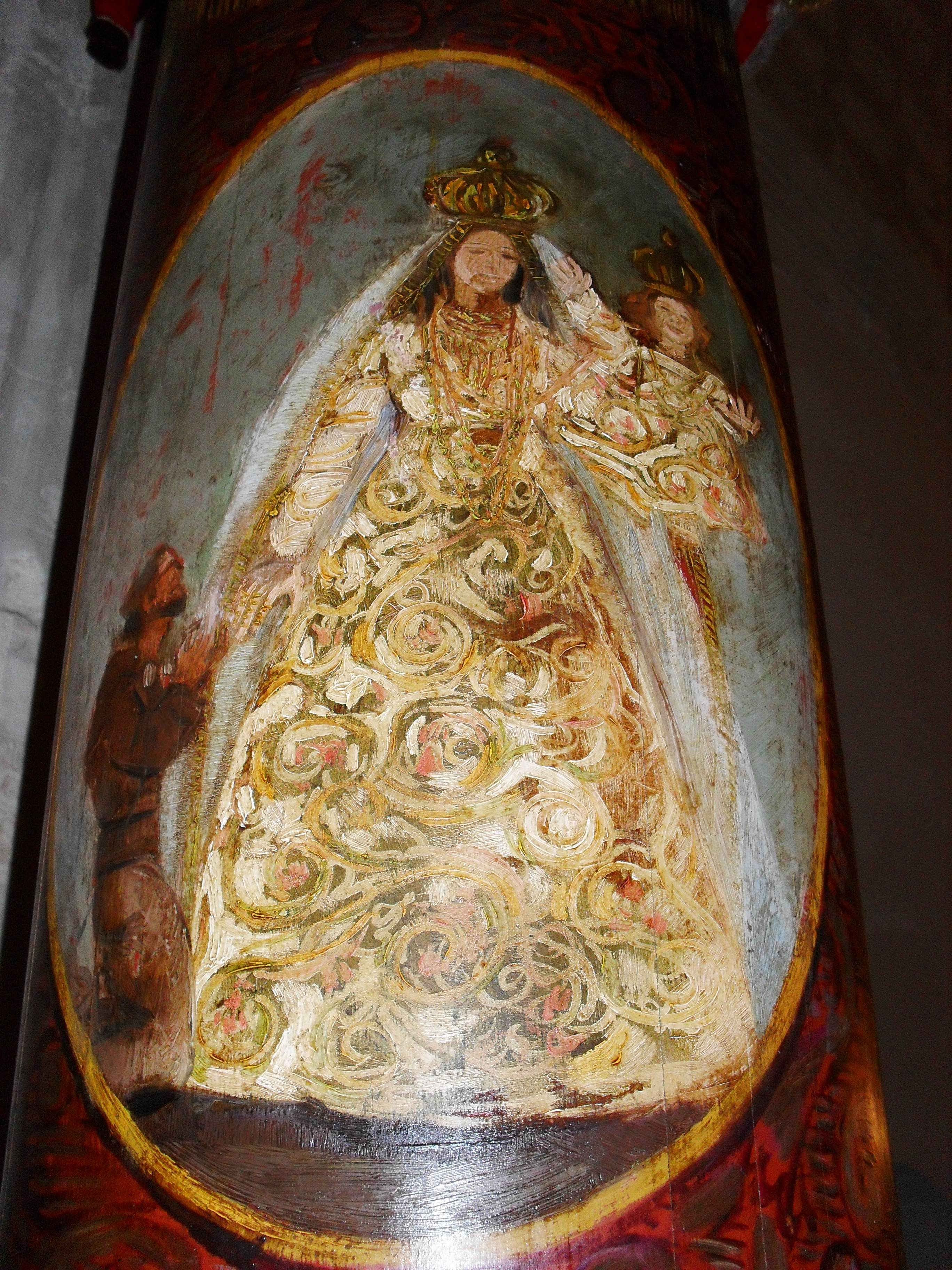
Patrona sul fusto nuovo
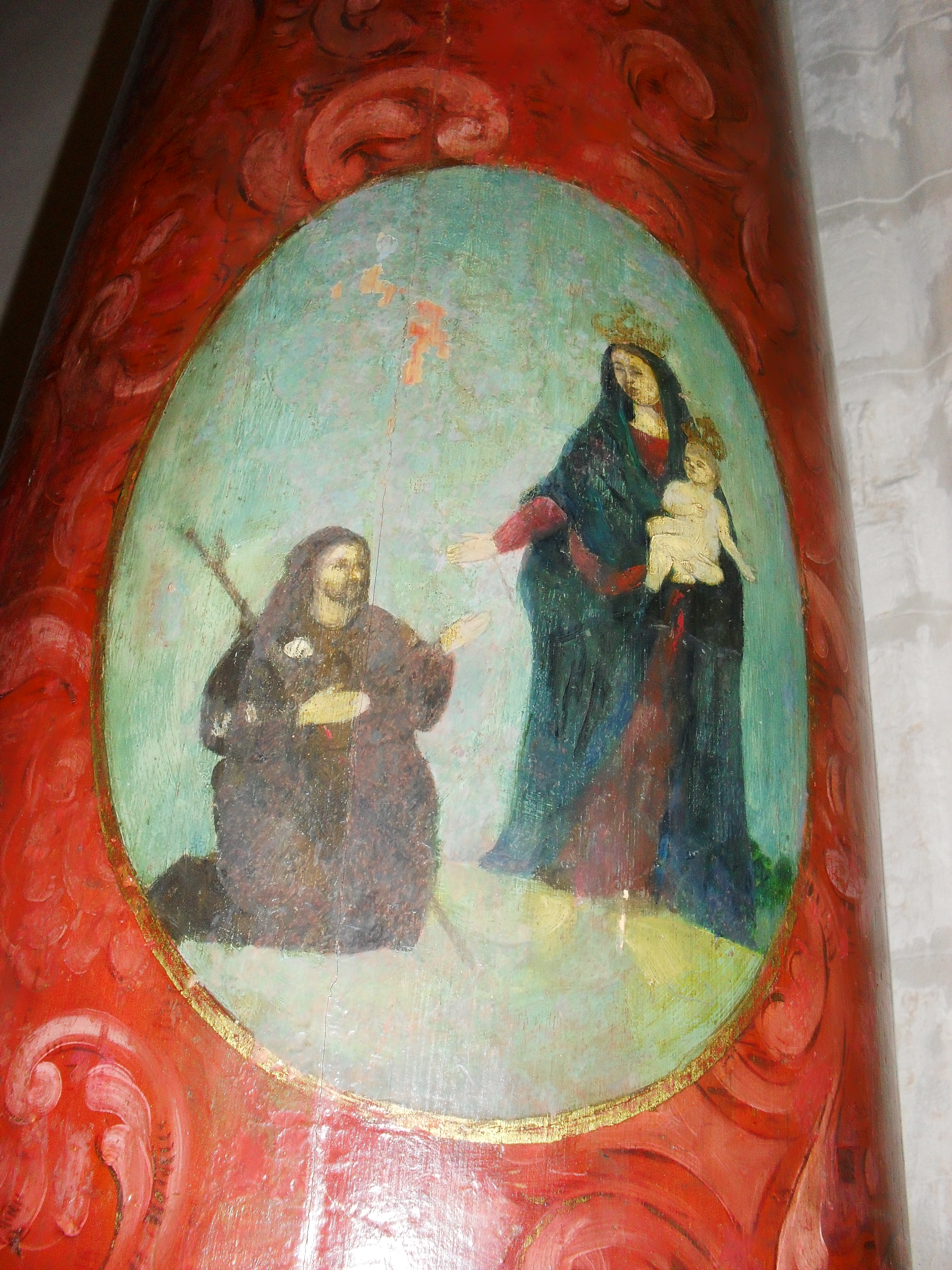
Patrona sul fusto vecchio
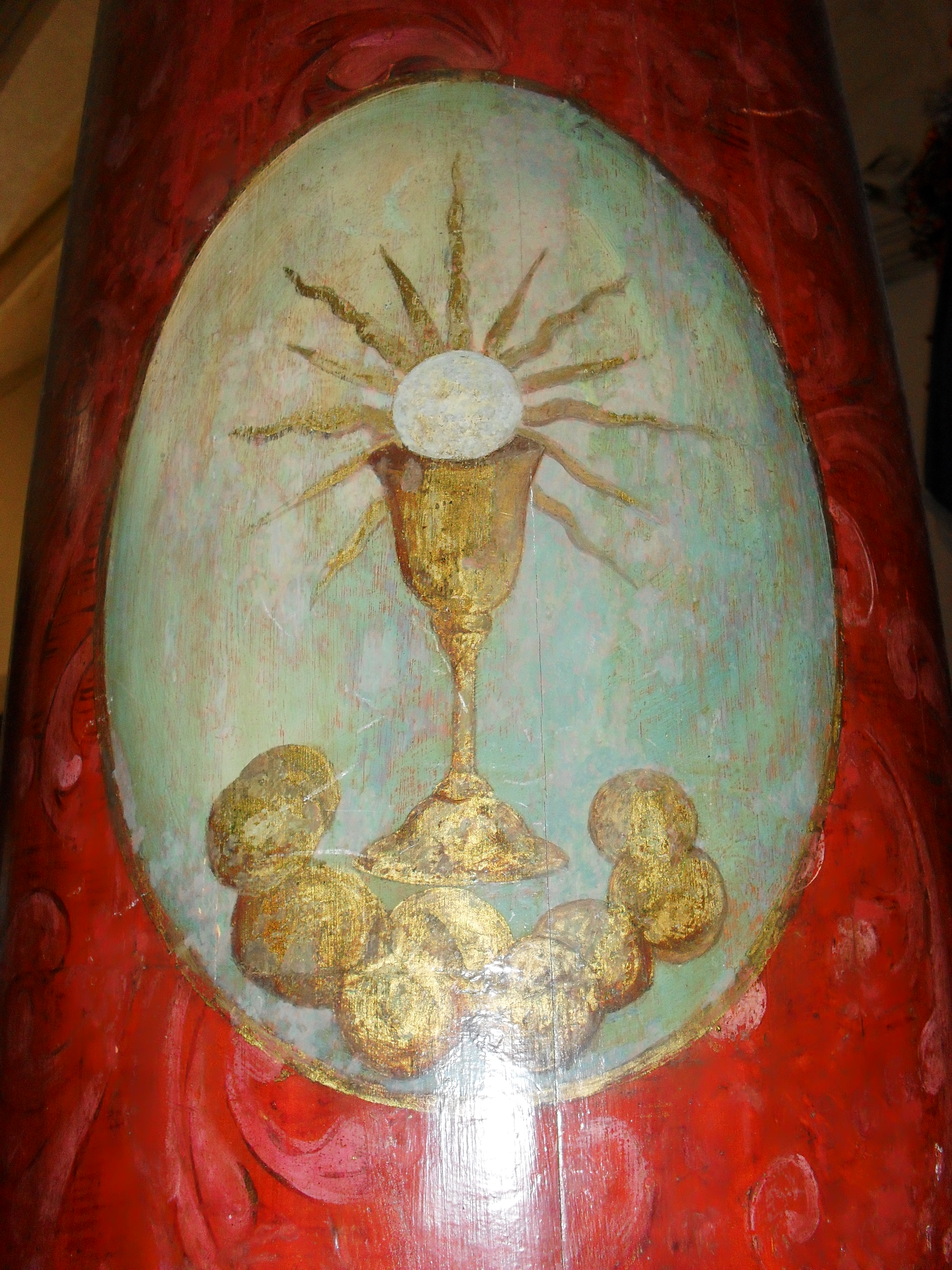
Retro candeliere nuovo
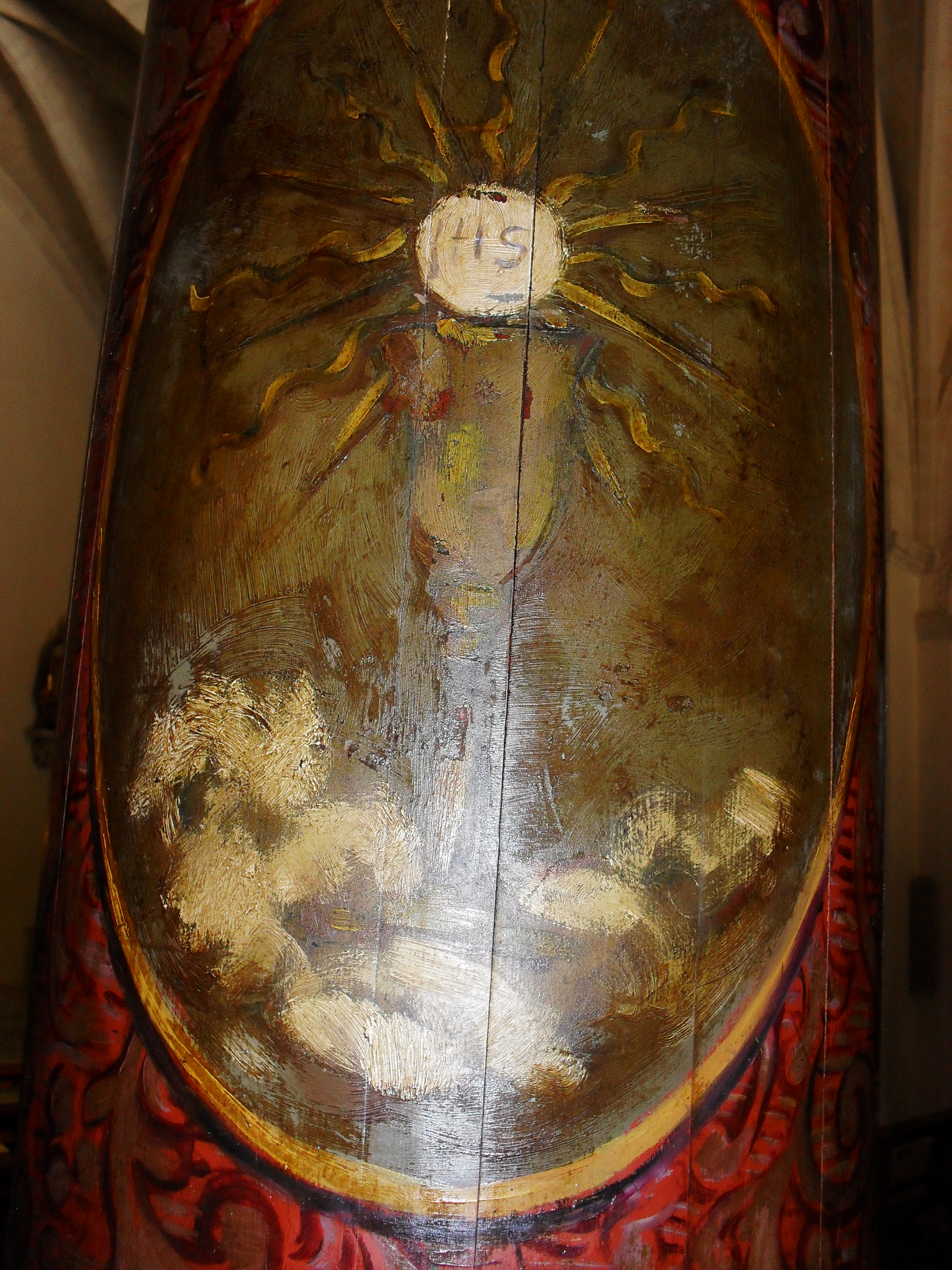
Retro candeliere vecchio
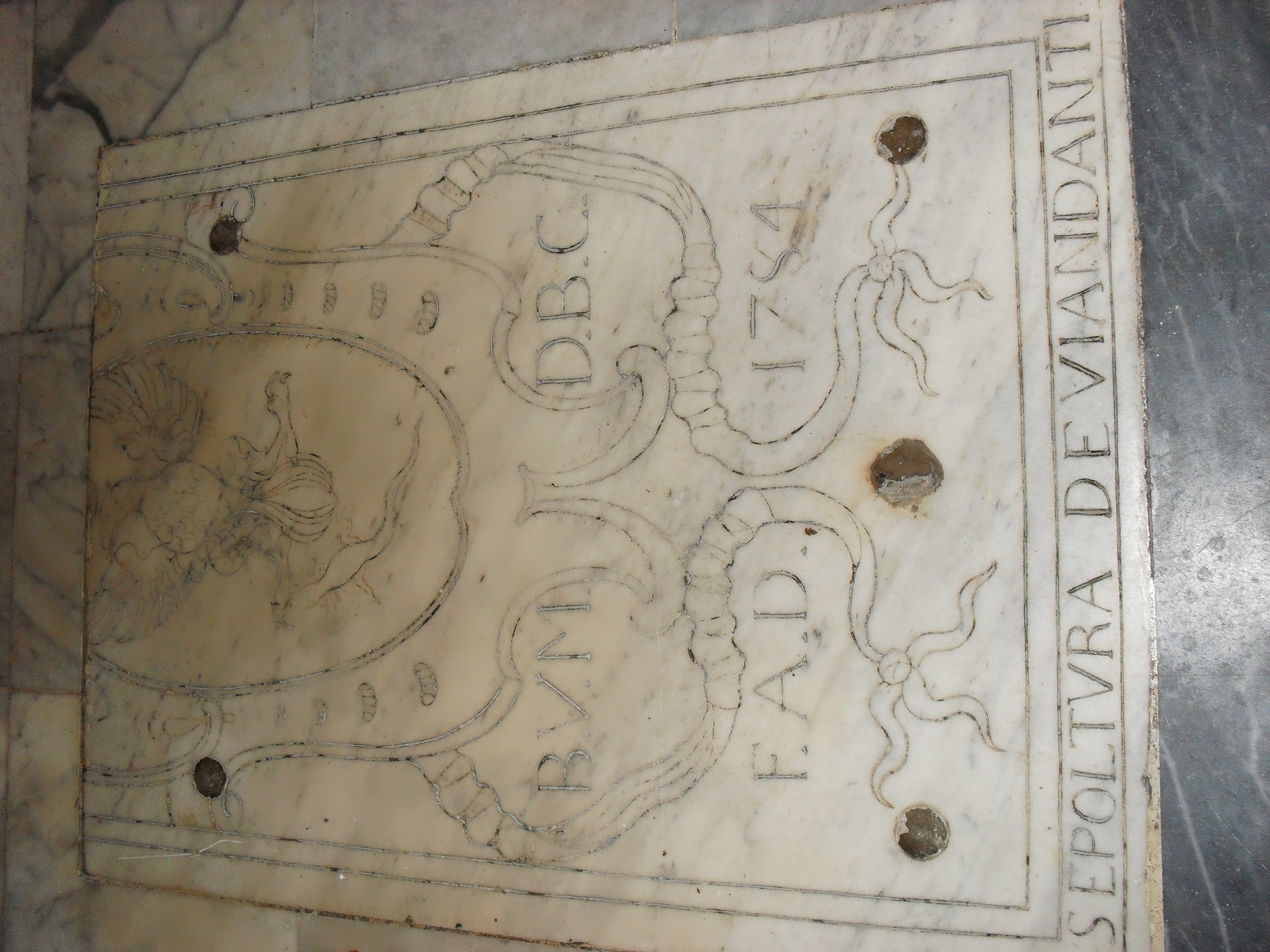
Pavimentazione della cappella
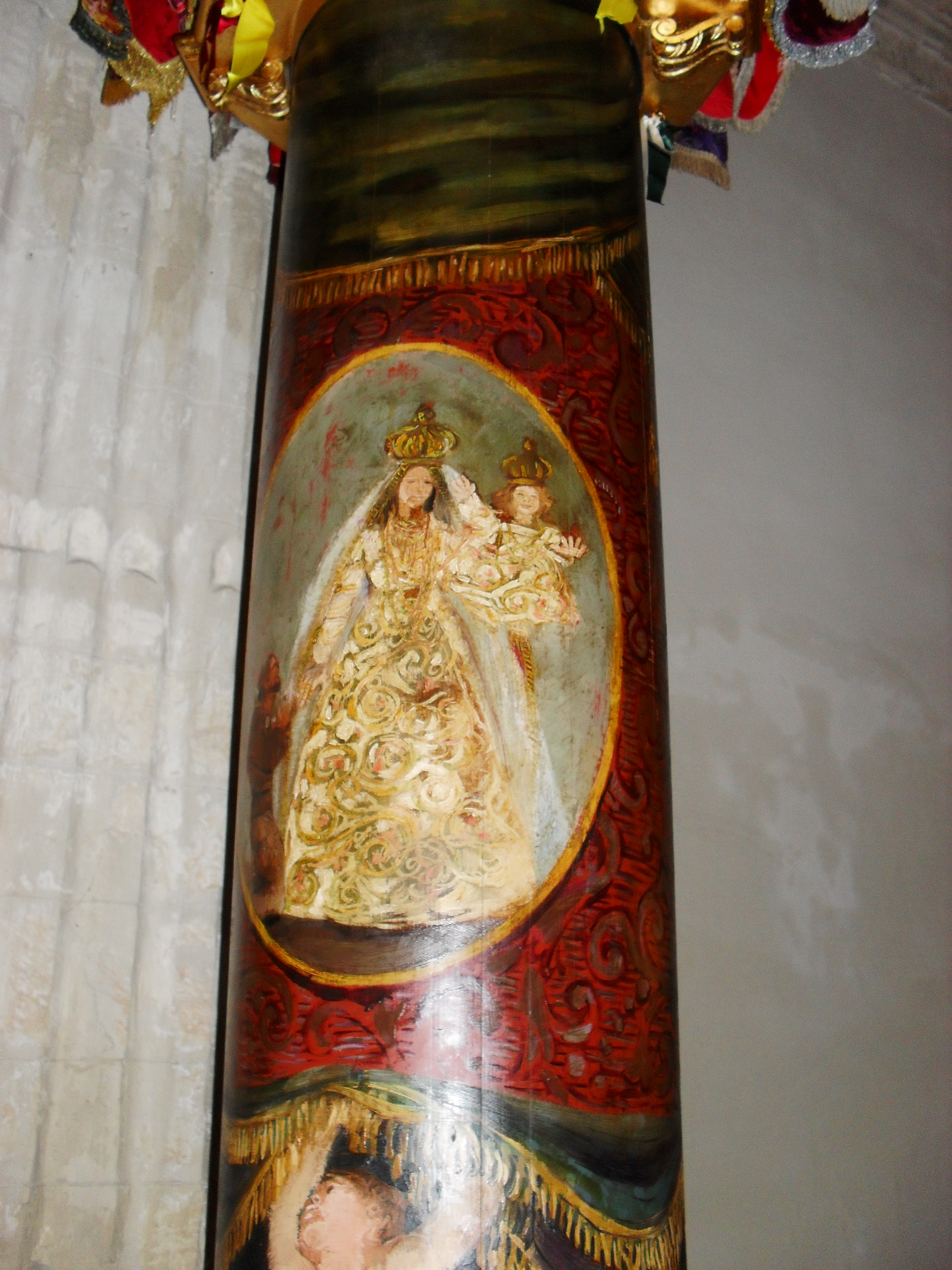
Fusto candeliere nuovo
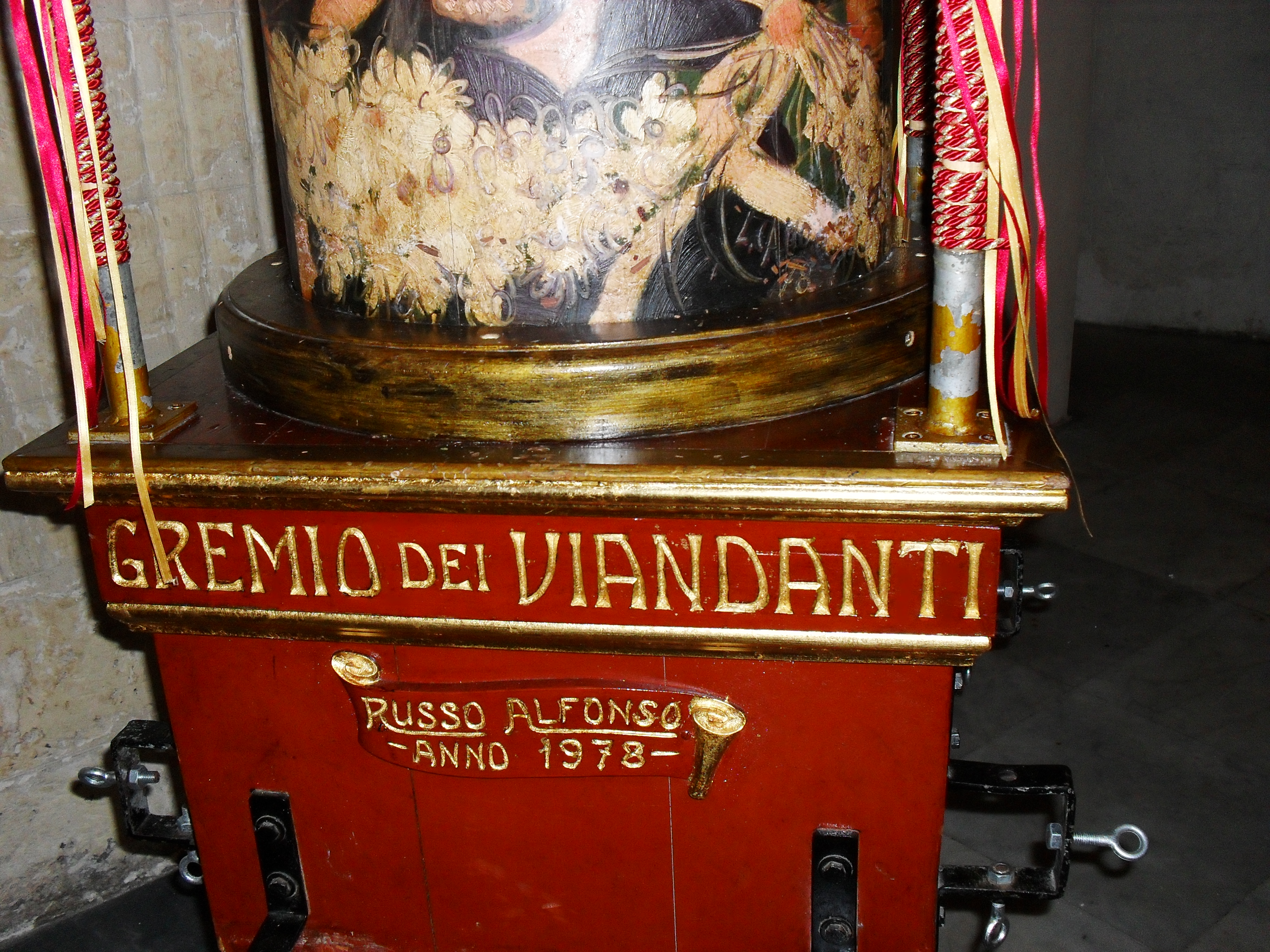
Particolare candeliere nuovo
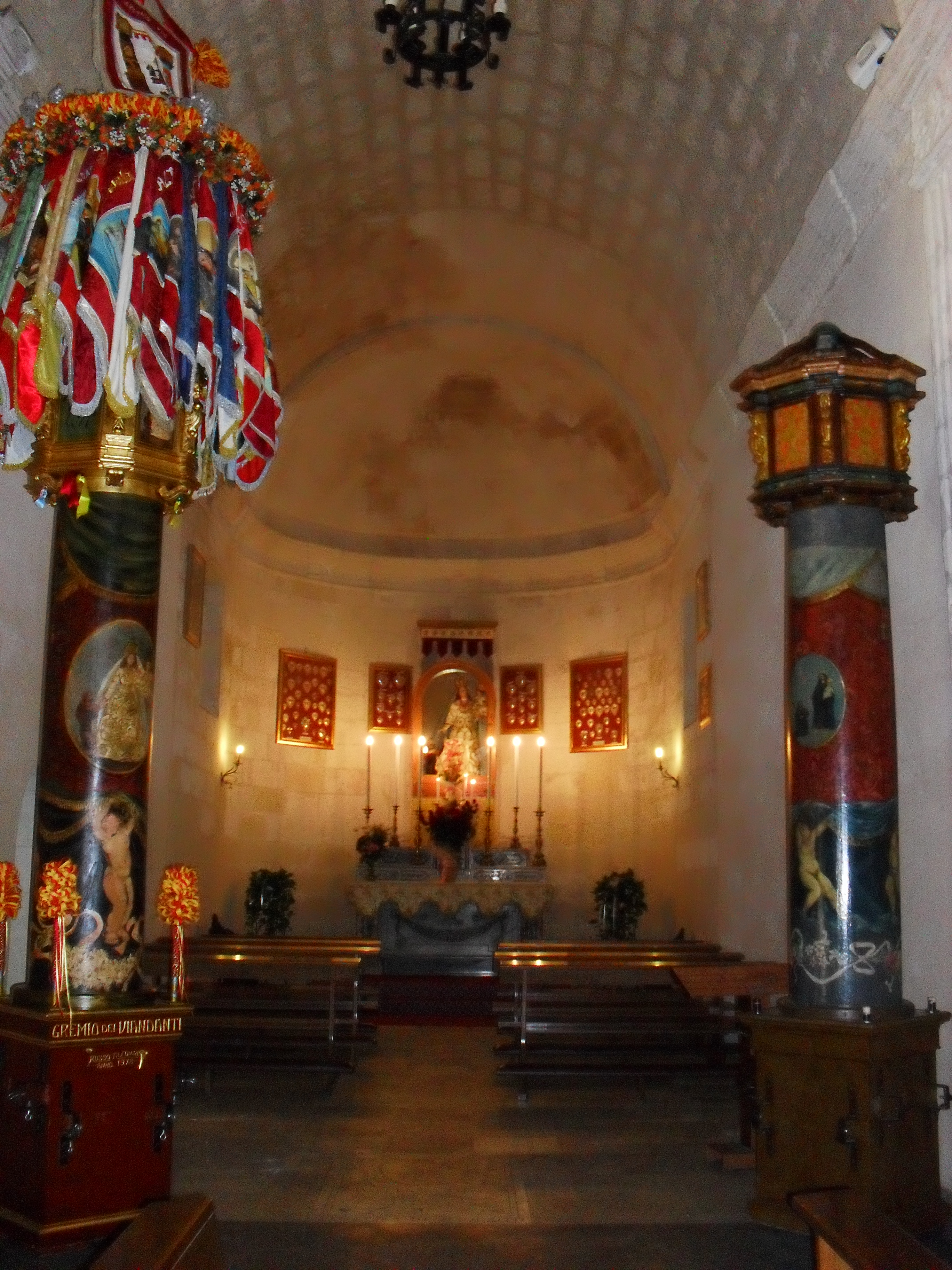
Cappella del Gremio
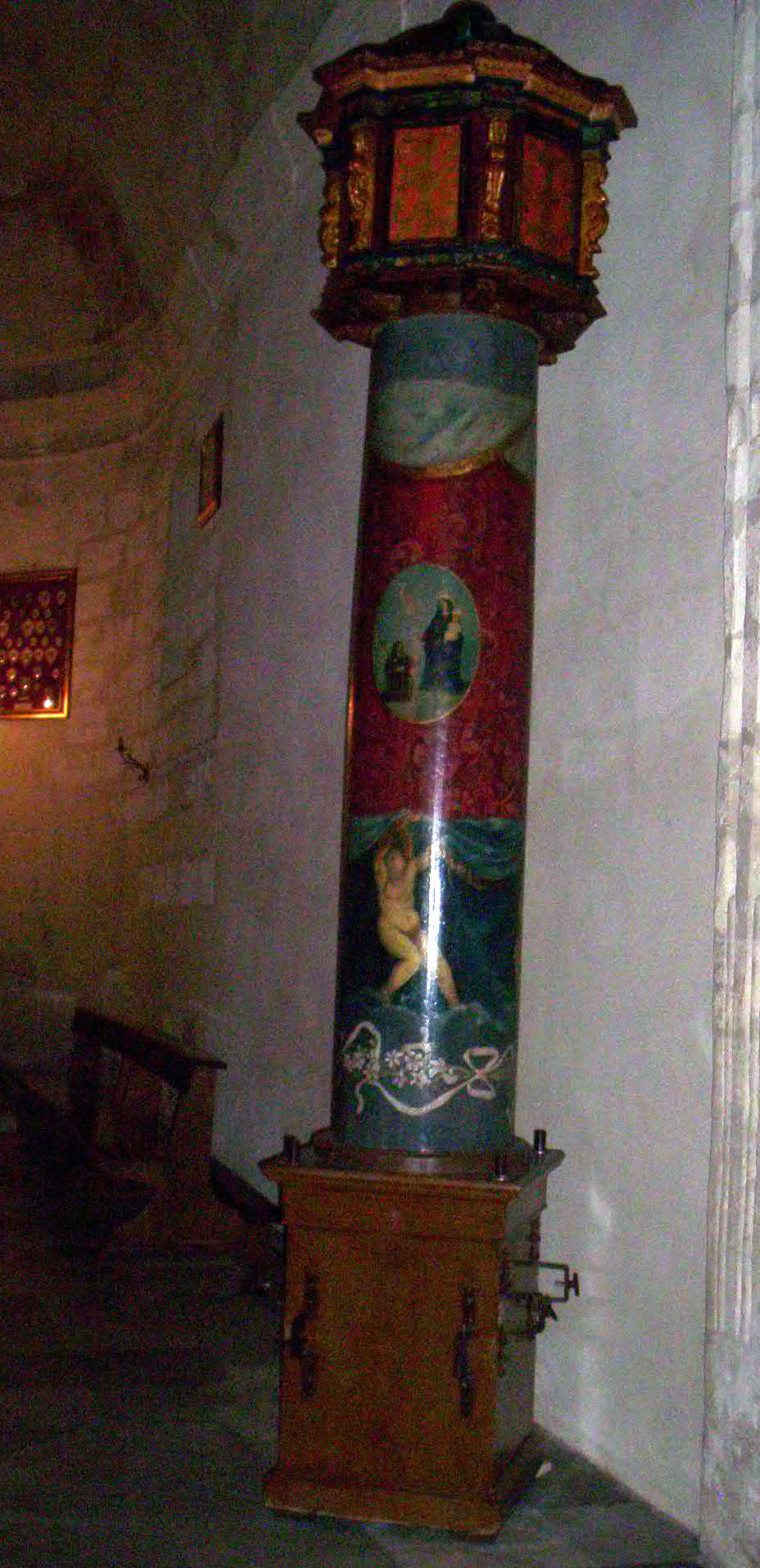
Candeliere dei viandanti vecchio (ex-candeliere dei Carradori)
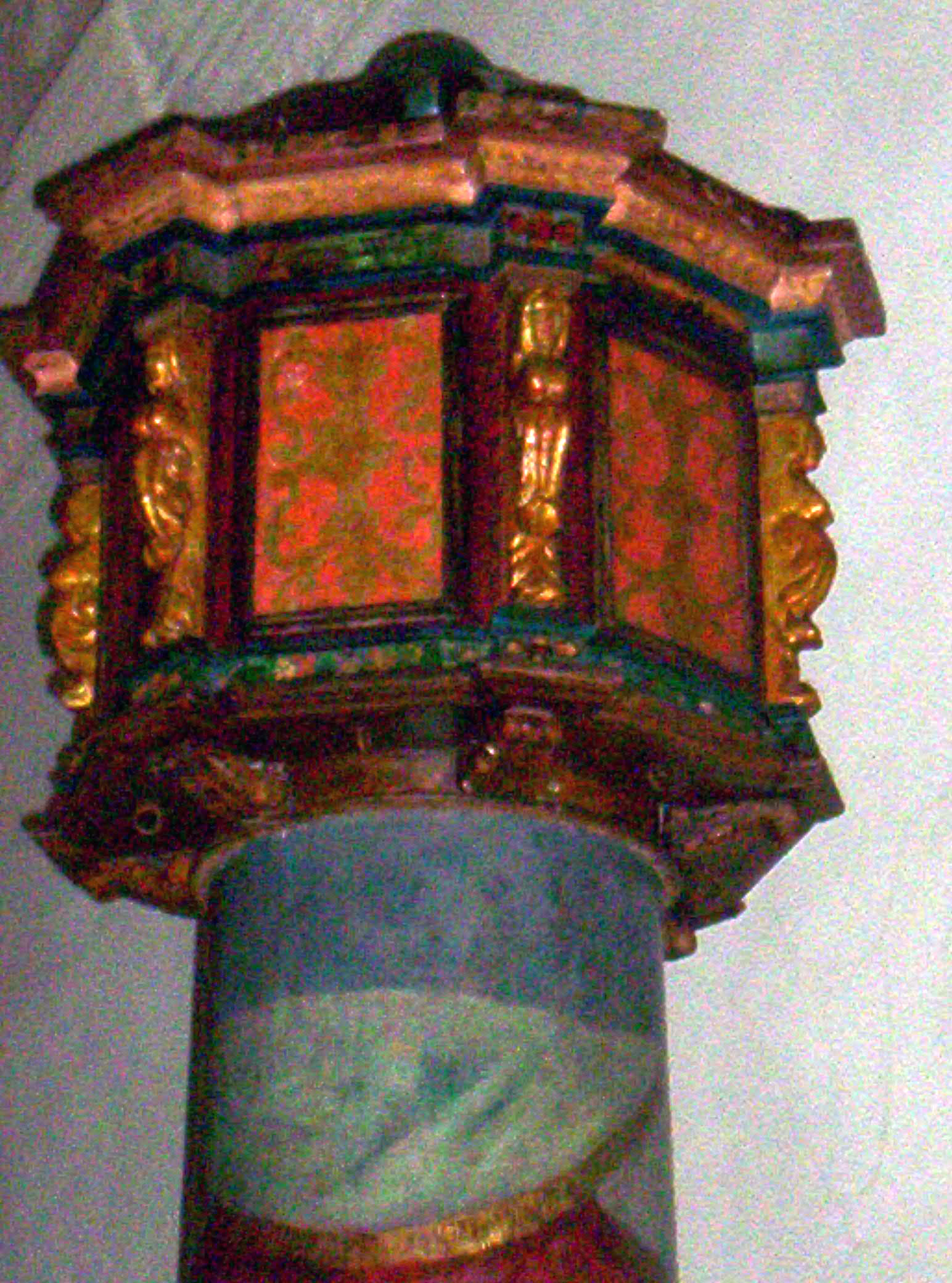
Capitello del candeliere vecchio
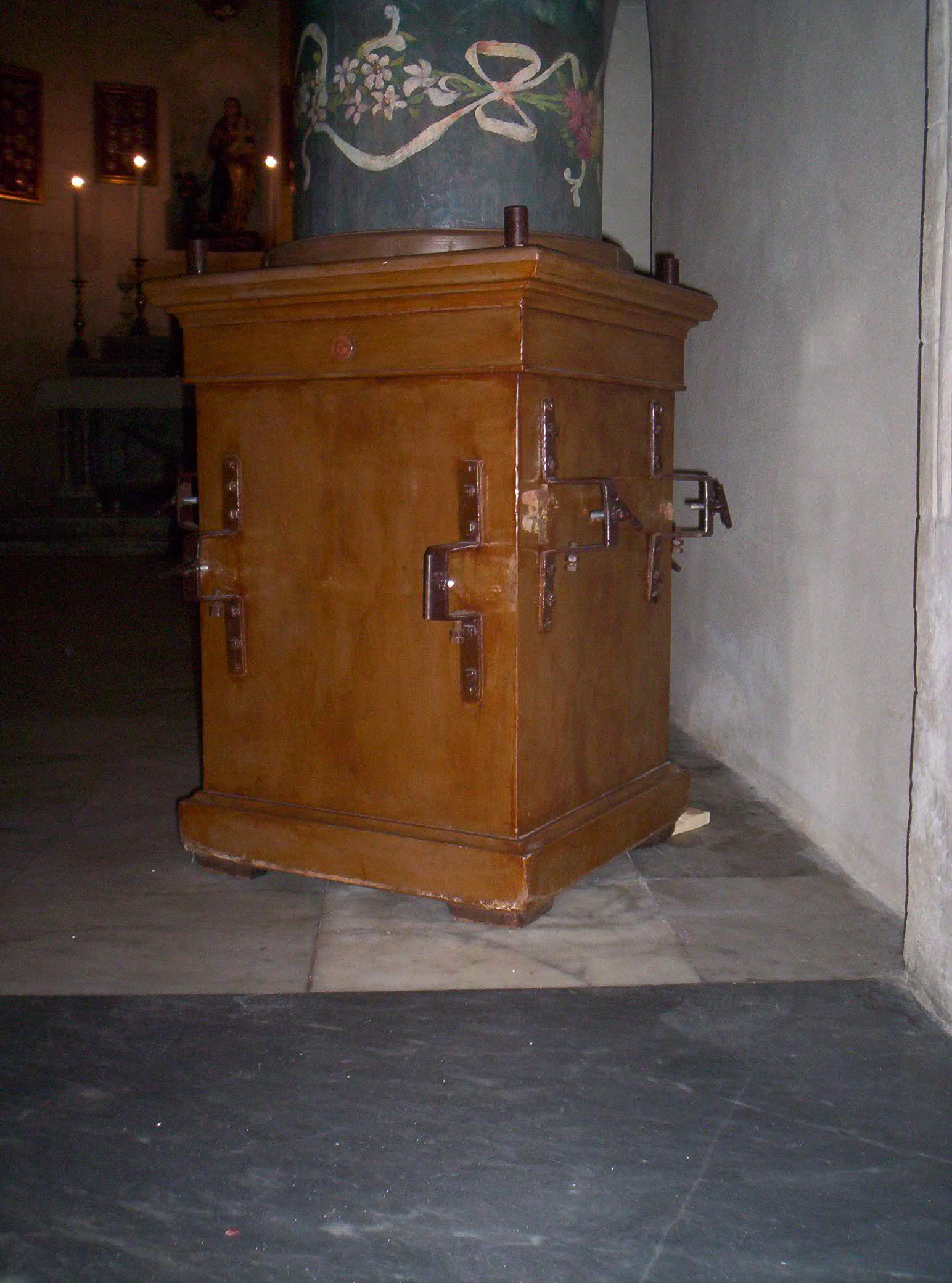
Base del candeliere vecchio
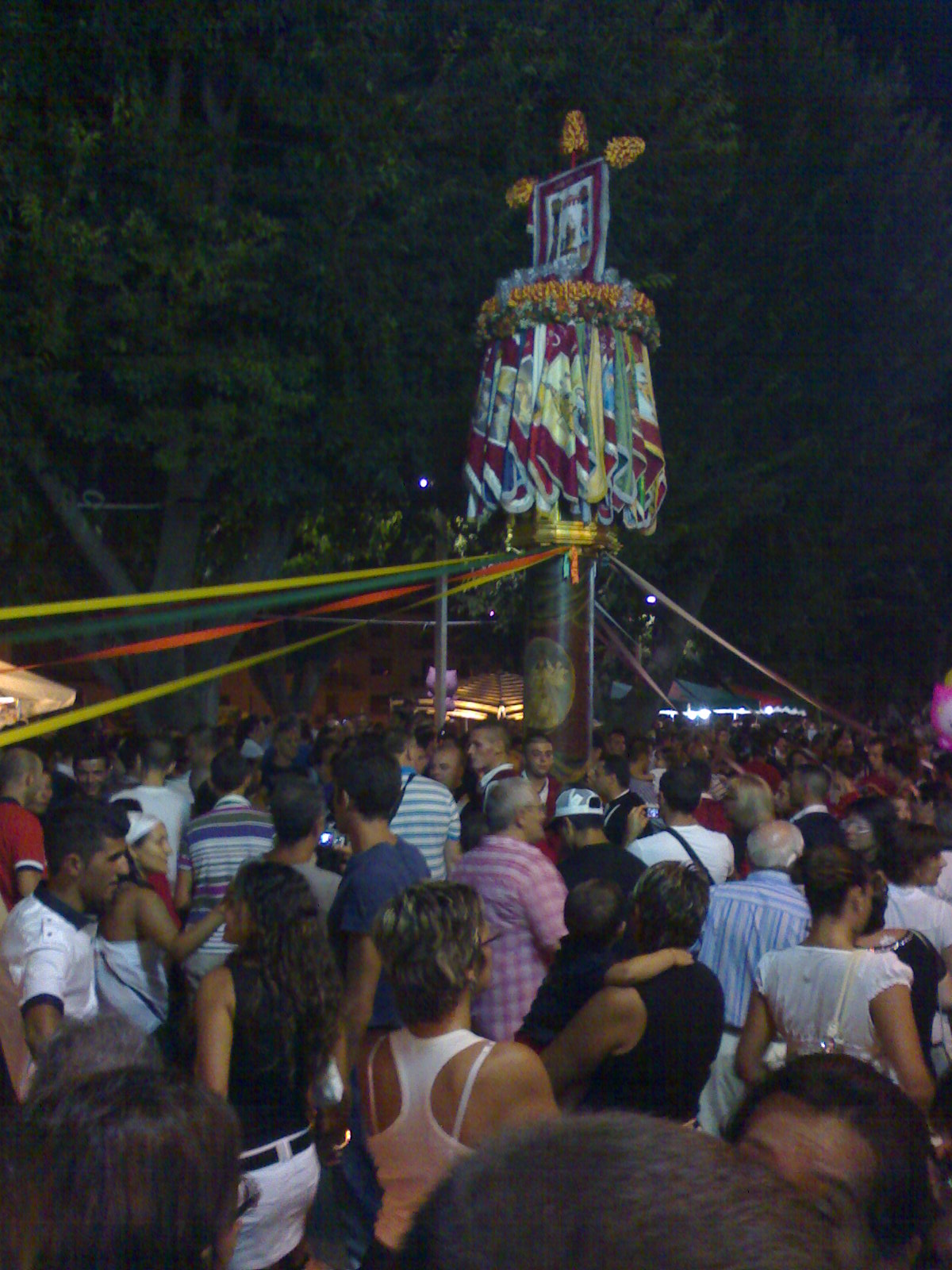
Candeliere alla Faradda
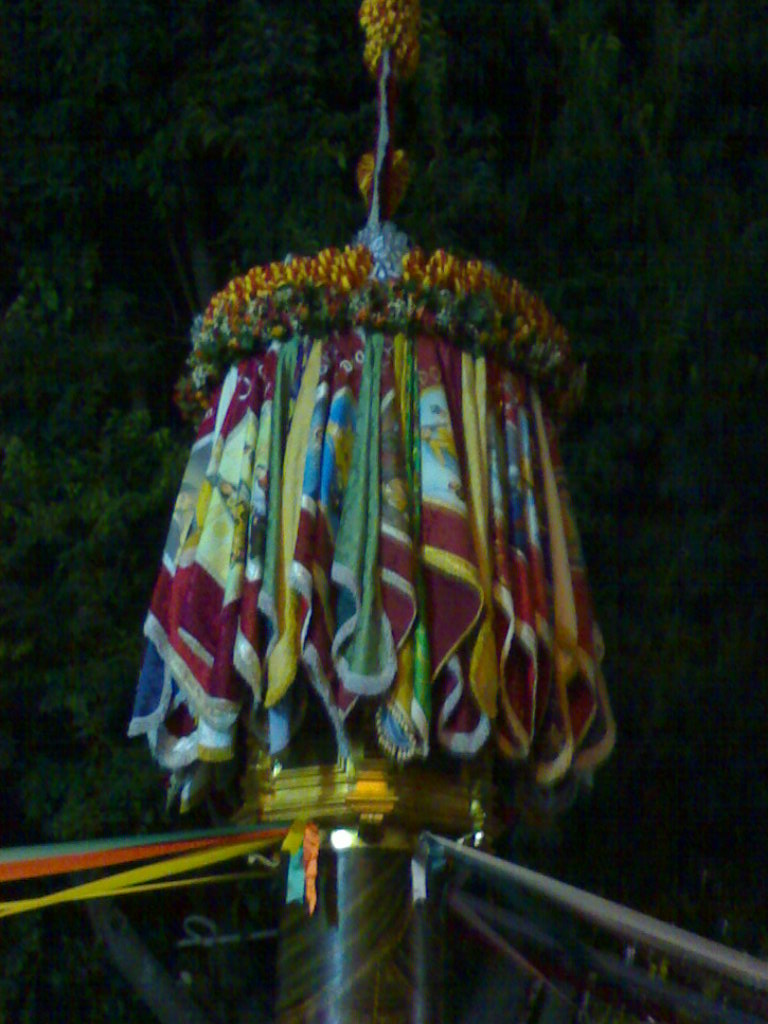
Capitello addobbato per la Faradda 2009
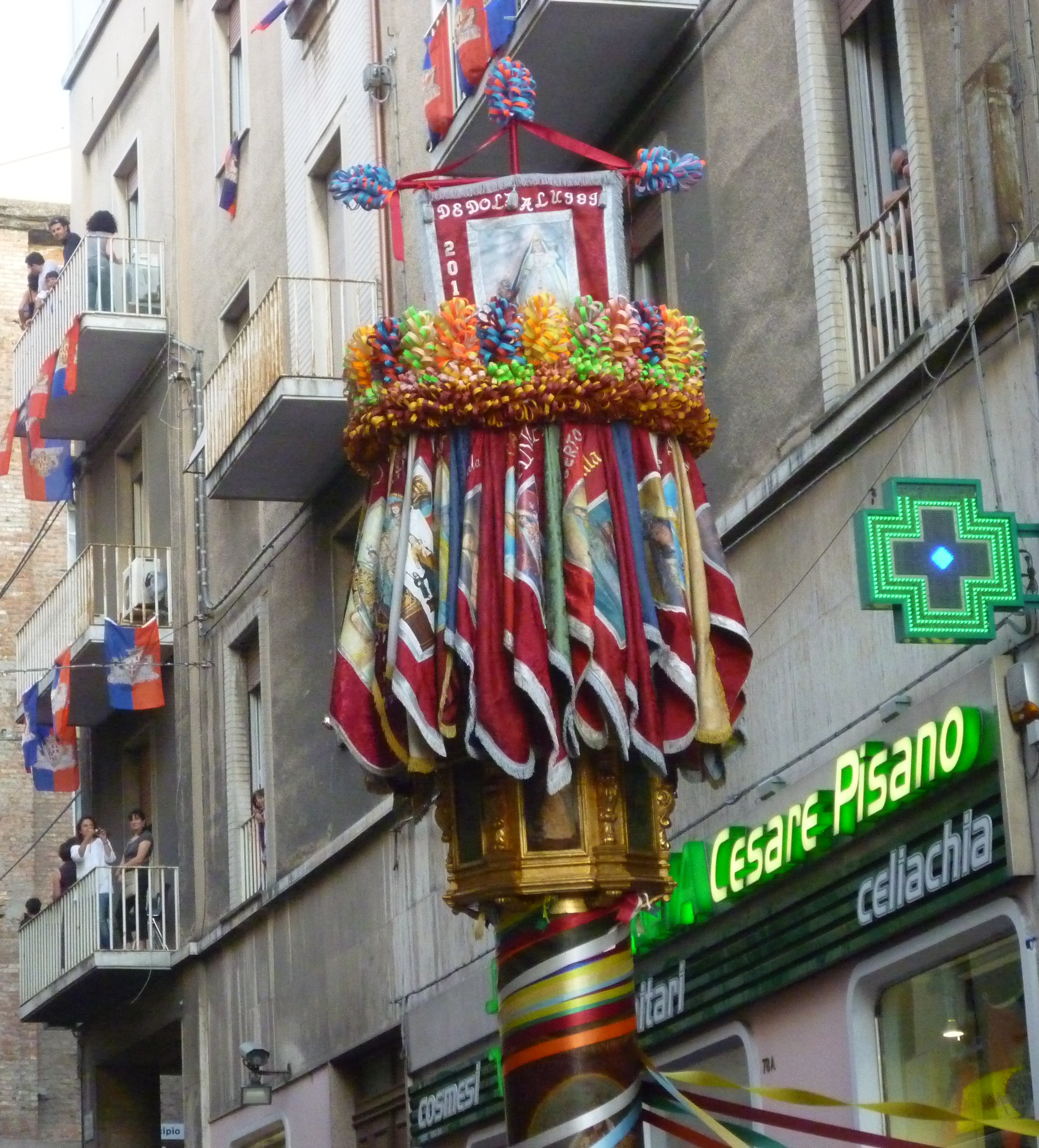
Il candeliere alla Faradda 2011
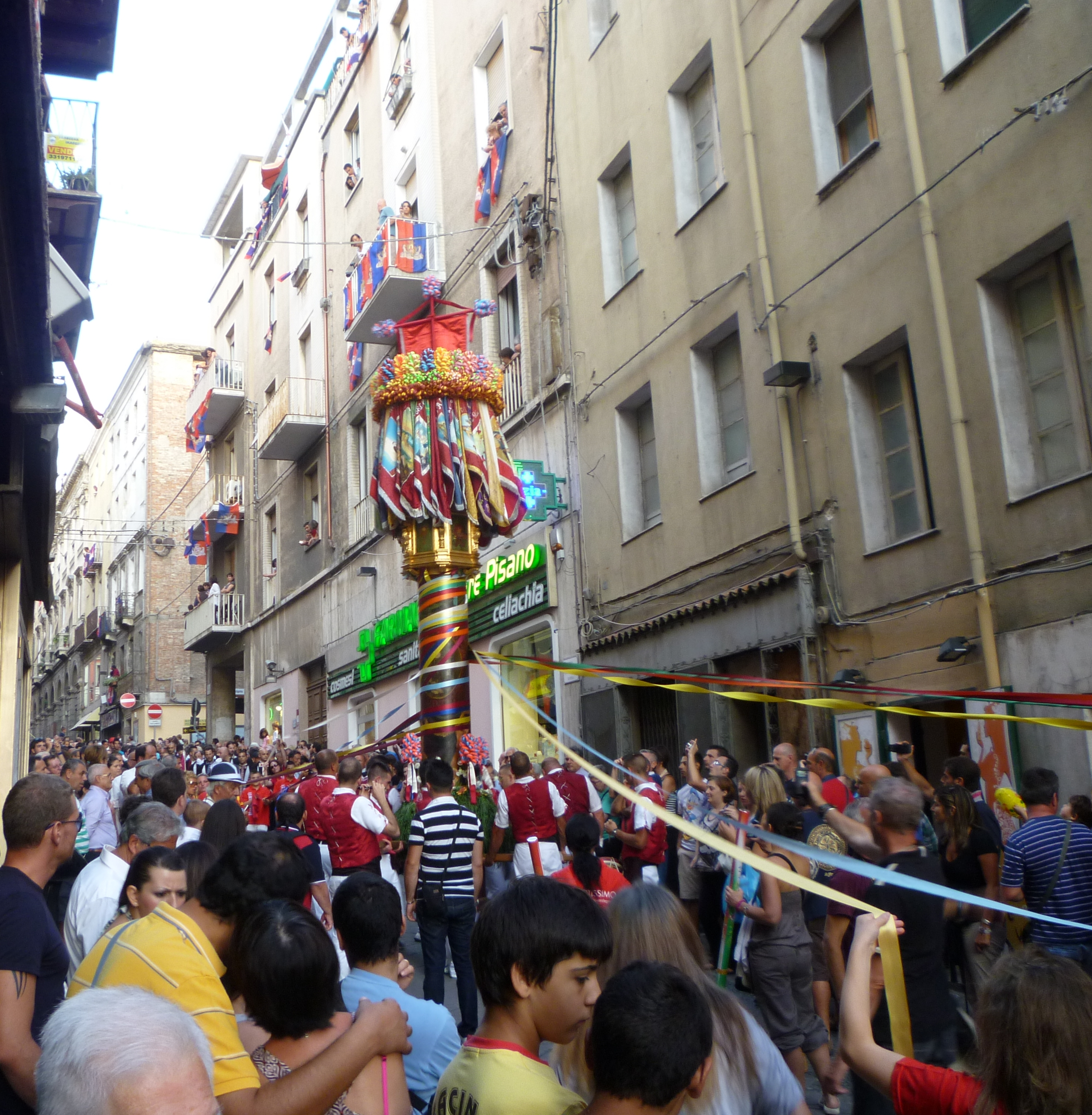
Ballo del candeliere
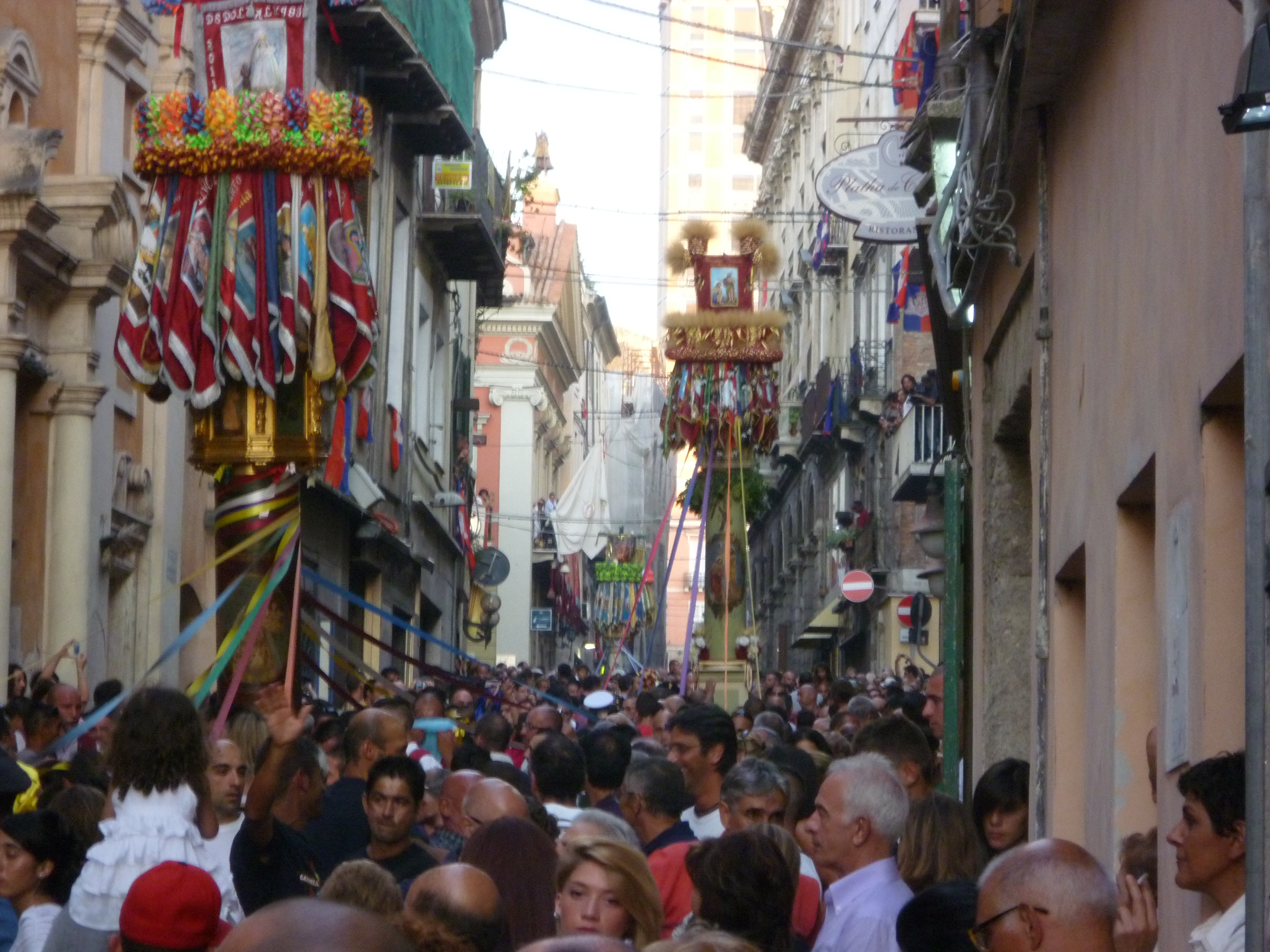
La danza del cero nell'edizione 2011